# Helena dos Santos
Helena dos Santos Oliveira (Conselheiro Lafaiete, 7 de janeiro de 1922 — Rio de Janeiro, 23 de outubro de 2005), ou simplesmente Helena dos Santos foi uma compositora brasileira, famosa por suas composições para o cantor Roberto Carlos.

## Biografia
Helena dos Santos foi uma mulher do povo, humilde, humana, que sofreu muito, mas soube transformar seu drama em canções. Seus pais, Francisco dos Santos e Maria Amália dos Santos, jamais poderiam imaginar que Helena um dia viesse a ficar famosa, dadas as precárias condições de vida da família. Ainda criança, assistiu ao falecimento da mãe, passando a viver com a madrasta até os 11 anos de idade. Aos 12, mudou-se com uma irmã e o cunhado para o Rio de Janeiro. Logo, começou a trabalhar em uma fábrica de tecidos, e depois em uma loja de confecções masculinas, na Rua Frei Caneca, aonde aprendeu a costurar. Depois de sofrer um acidente de trem, passou quase dois anos sem trabalhar. Recuperada do acidente, empregou-se como doméstica.
Aos 17 anos, Helena conheceu um jovem rapaz de Cabo Frio, Lauro de Oliveira, o qual trabalhara na mesma fábrica que ela. Tornaram-se namorados, e mais tarde se casaram, tendo seis filhos. Doze anos mais tarde, Lauro acabou falecendo. Na época, ainda grávida do sexto filho, Helena viu-se em situação de profundo desamparo financeiro. Depois de passar algum tempo fazendo faxinas, retornou para a máquina de costura e passou a confeccionar roupas para senhoras de Copacabana, Ipanema e Leblon, atividade que a consumia todos os dias até altas horas da madrugada.
Tendo feito só o primário, ainda em sua cidade natal, e portanto alheia às convenções gramaticais, Helena aprendera a forma da composição e o trabalho com rimas ensinada por seu  marido. Nos anos 1960, o rock e a Jovem Guarda dominavam o cenário musical juvenil brasileiro, e Helena resolveu compor uma música naquele estilo. Depois de finalizar "Na Lua Não Há", em 1963, a então, ex-faxineira, e costureira, iniciou sua batalha para encontrar um artista que quisesse gravar sua canção. Foi exatamente nesta época, durante uma visita à Rádio Nacional, que a muito custo conheceu o ainda iniciante Roberto Carlos, que gostou da canção de Helena e resolveu gravá-la, lançando-a no mesmo ano em seu LP de estreia, Roberto Carlos. Iniciou-se aqui uma amizade duradoura entre os dois artistas, que ainda renderia mais dez composições de sucesso, das quais três seriam escritas em parceria com o compositor Edson Ribeiro.
Com o dinheiro adquirido com os direitos autorais de suas composições, Helena mudou-se com os filhos para um apartamento no Horto Florestal, tendo morado também em Bangu. Em 1970, lançou escreveu um livro intitulado "O Rei e Eu", publicado a época pela Revista "Contigo", em capítulos nos quais conta detalhes de sua relação com Roberto Carlos, do qual era também uma querido confidente. Faleceu em 2005, aos 83 anos de idade.

## Composições
Músicas compostas por Helena dos Santos:
- "Na Lua Não Há" (1963)
- "Meu Grande Bem" (1964)
- "Como É Bom Saber" (1965)
- "Sorrindo Para Mim" (1965)
- "Esperando Você" (1966)
- "Fiquei Tão Triste" (1967)
- "Nem Mesmo Você" (1968)
- "Do Outro Lado da Cidade" (1969)
- "O Astronauta" (1970), em parceria com Edson Ribeiro.
- "Agora Eu Sei" (1972), em parceria com Edson Ribeiro.
- "Recordações" (1982), em parceria com Edson Ribeiro.